# نامحدود (مجموعه تلویزیونی)
نامحدود (به انگلیسی: Limitless) یک سریال تلویزیونی آمریکایی در ژانر جنایی است و از بازیگرانی نظیر جیک مک‌دورمن و بریان فینچ بهره می‌برد. این سریال برپایه فیلمی با همین نام است.داستان سریال روایتگر مردی است که می‌تواند از تمامی قابلیت های مغزش استفاده کند .